# Niklas Thor
Niklas Birger Thor, kallade sig mellan 2013 och 2019 Busch Thor, född 21 februari 1986 i Myresjö församling i Jönköpings län, är en svensk tidigare fotbollsspelare (mittfältare) som bland annat spelat för IK Sirius.

## Karriär
Niklas Thor gick fotbollsgymnasiet på De Geergymnasiet i Norrköping och spelade under gymnasietiden med IFK Norrköping, där han spelade ett par träningsmatcher med a-laget och IF Sylvia. Efter det flyttade han hem till Uppsala och spelade ett år med moderklubben Storvreta IK. Därefter spelade han under fyra säsonger i Gamla Upsala SK i Division 2, och  därefter i Division 1 och Täbylaget IK Frej. Redan 2007 var han och provtränade för IK Sirius, men någon övergång blev inte av den gången. Sju år senare blev det till slut dags att spela för IK Sirius, då han inför säsongen 2014 skrev på ett tvåårskontrakt med klubben.
Efter den allsvenska säsongen 2017 avslutade Thor sin fotbollskarriär, men suget efter fotboll blev för stort. I september 2018 meddelade Sirius att man skrivit ett nytt kontrakt med Thor till och med säsongen 2020.
Han utsågs av Sirius supporterförening till 2017 års bästa Siriusspelare.
År 2012 började han studera till civilingenjör vid Kungliga Tekniska högskolan (KTH) vid sidan om fotbollskarriären.

## Privatliv
Niklas Thor gifte sig 2013 med politikern Ebba Busch, men paret meddelade i december 2019 att de ansökt om skilsmässa. De kallade sig Busch Thor, men var aldrig folkbokförda under denna namnkombination. De fick två barn, en son född 2015 och en dotter född 2017.
Niklas Thor är brorson till författaren Mickan Thor och kusin till politikern Douglas Thor.